# 원발 경화 쓸개관염
원발 경화 쓸개관염(原發 硬化 쓸개管炎, Primary sclerosing cholangitis, PSC)은 쓸개관의 울체를 초래하는 원인불명의 만성 간질환으로, 간 내외의 쓸개관에 염증성 변화, 섬유화, 협착을 일으키며 점진적으로 진행된다. 염증은 쓸개즙의 흐름을 막아, 간경화와 간암으로 이어질 수 있다. 염증의 근본적인 원인은 자가면역으로 여겨지며, 원발 경화 쓸개관염 환자의 80% 이상에서 궤양성 대장염이 동반된다. 최종적인 치료법은 간이식이다.

## 증상
원발 경화 쓸개관염은 쓸개즙으로 인한 점진적인 흉터와 폐색에 의한 쓸개관염의 재발성 삽화가 특징이다.
- 피로
- 황달
- 피부소양감
- 지방 흡수 장애와 지방변증으로 인한 지용성 비타민 결핍
- 간경화의 징후
- 간비대화
- 문맥압항진증
- 상행성 쓸개관염 또는 쓸개관의 감염
- 신장에서 배설되어 소변에 용해된 빌리루빈에 의한 검은 소변
- 간성뇌증

폐쇄성 황달에서 나타나는 일반적인 증상이 나타난다. 병이 보다 진행될 경우, 쓸개즙울체는 간기능 부전으로 이어진다.

## 검사
- 혈액검사
  - 빌리루빈
  - 알칼리 포스파타제(=Al-p)
  - γ-GTP (= GGT)
  - 항핵항체
  - ANCA
  - IgG4 - IgG4 관련 경화성 쓸개관염과 구분 목적
  - sIL-2R - IgG4 관련 경화성 쓸개관염과 구분 목적

- 영상진단
  - 복부 초음파 검사
  - 복부 CT 검사
  - 복무 MRI·MRCP
  - ERCP

## 진단
진단은 일반적으로 내시경 역행 쓸개이자조영(endoscopic retrograde cholangiopancreatography, ERCP)에서 나타난 간 내외의 구슬모양의 조직을 바탕으로 내려진다. 또다른 방법으로는 자기 공명 쓸개이자조영(magnetic resonance cholangiopancreatography, MRCP)으로 쓸개관을 시각화하는 것이 있다.
원발 경화 쓸개관염 환자 대부분에서 자기항체의 증거가 나타난다. 환자의 약 80%에서 P-ANCA라는 핵주위 항호중성백혈구세포질항체(Perinuclear Anti-Neutrophil Cytoplasmic Antibodies)를 가진다. 하지만 이 항체는 원발 경화 쓸개관염에 특정되지는 않는다.
항핵항체(antinuclear antibody, ANA)와 항평활근항체(anti-smooth muscle antibody)는 원발 경화 쓸개관염 환자의 20~50%에서 발견되지만, 마찬가지로 이 병에 특정되지는 않는다.
흔히 전체 혈액 검사, 간 효소, 빌리루빈 수준, 신장 기능, 전해질에 대한 검사를 수행한다. 지방 흡수 장애가 두드러질 경우, 종종 분변검사를 시행한다.
감별진단에서 원발 쓸개관 간경화, 약제유발성 쓸개즙정체, 쓸개관암종, HIV관련 쓸개관질환을 포함할 수 있다.

## 원인
원발 경화 쓸개관염의 원인은 아직 알려지지 않았지만, 자가면역질환으로 여겨진다.

## 병리 생리학
염증으로 인해 쓸개관 내외에 손상이 발생하여 쓸개즙정체가 발생하며, 그로 인해 쓸개즙이 고여 간의 상피세포와 유조직이 파괴된다. 만성적인 쓸개즙정체는 문맥섬유증과 쓸개관 간경화 및 간경화를 일으킨다.
쓸개즙은 지방의 분해와 흡수에 도움을 주는데, 쓸개즙의 분비가 원활치 않을 경우 지방흡수장애와 지용성 비타민 결함에 이르게된다.

## 역학
원발 경화 쓸개관염 환자의 남:녀 비율은 2:1이다. 유년기에 발병할 수도 있지만, 보통 20~30세에 발병한다. 원발 경화 쓸개관염은 서서히 진행되므로, 병이 발견되거나 진단되기 오래전에 활성상태에 이를 수 있다.
원발 경화 쓸개관염의 발병률에 대한 연구에서, 10만명 중에서 0.068~1.3명 혹은 10만명 중에서 0.22~8.5명의 비율로 발병했다는 데이터가 있다. 원발 경화 쓸개관염이 궤양성 대장염과 밀접하게 연관이 있다는 점을 감안할 때, 궤양성 대장염 환자는 보통 사람들보다 발병할 가능성이 높다.
최근에는 IgG4 유형의 면역글로불린 G 관련 전신 경화성 질환, 특히 자가면역이자염과의 관련성이 시사되고있다.

## 관련질환
원발 경화 쓸개관염 환자의 쓸개관암 누적발병률은 10~15%다. 쓸개관암에 대한 검사는 권장하지만, 발병양상과 검사 간격에 대한 일반적인 합의는 이루어지지 않았다.
대장암 또한 원발 경화 쓸개관염과 연관되어있다.
대장에 영향을 미치는 염증성 장질환인 궤양성 대장염과도 상당한 연관이 있다. 궤양성 대장염 환자의 5%에서 원발 경화 쓸개관염이 발병하며, 원발 경화 쓸개관염 환자의 70%에서 궤양성 대장염이 발견되었다.

## 치료
자연스럽게 간에서 생성되는 쓸개즙에 포함된 성분인 우루소데옥시콜산(ursodeoxycholic acid)으로 일반적으로 치료하며, 원발 경화 쓸개관염 환자의 상승된 간수치가 감소한 것이 확인되었다. 하지만 간의 상태나 전반적인 생존률을 개선하지는 못했다.
가려움을 완화하는 약물을 포함하여, 콜레스티라민(cholestyramine)이라는 쓸개즙산 교환수지(Bile acid sequestrant), 감염을 치료하기 위한 항생제를 치료시에 사용한다. 또한 원발 경화 쓸개관염 환자에게는 지용성 비타민이 부족하므로 비타민 보충제를 사용한다.
그 외에도 페니실라민, 아자티오프린, 스테로이드, 메토트렉세이트 등이 사용되지만, 효과가 없을 때는 수술치료의 대상이 된다. 우선 협착부의 절제와 담관공장문합술(cholangiojejunostomy)이 이루어지지만, 간기능 부전으로 진행된 경우에는 간이식이 이루어진다.
간이식은 유일한 원발 경화 쓸개관염의 장기적 치료법이다. 간이식을 해야하는 상황의 징후로는 재발성 세균성 쓸개관염, 치료에 불응하는 황달, 대상부전 간경변, 문맥압항진증의 합병증이 있다. 간이식을 할 경우, 1, 2, 5년 생존률은 각각 90%, 86%, 85%다.

## 예후
2007년 독일의 연구에서 추정한 값에 따르면, 진단시점에서부터 평균 생존기간은 25년이며, 사망 또는 간이식까지는 평균 10년이 걸린다.